# Збройні сили Росії у Таджикистані
Збройні сили Російської федерації у Таджикистані - військова присутність РФ у незалежному Таджикистані з часів СРСР, що регулюється міждержавними угодами.
Збройні сили Росії зведені у 201-шу Гатчинську військову базу, Оптико-електронний комплекс «Окно» («Нурек») системи контролю космічного простору та 2 авіагрупи.

## Угоди про перебування
Згідно з чинною угодою, російські військовослужбовці мають перебувати на території Таджикистану до 2014 року на безоплатній основі.
17 липня 2012 року головнокомандувач Сухопутними військами Росії генерал-полковник Володимир Чиркін заявив, що Таджикистан визнав прийнятним варіант нової угоди про продовження перебування російської військової бази у цій країні ще на 49 років.
У травні 2013 року уряди Таджикистану й Росії ратифікували угоду про продовження строку перебування російських збройних сил у Таджикистану до 2042 року.

## 201-ша військова база
201-ша військова база є найбільшою російською сухопутною військовою базою за межами РФ. Тут служать близько 7 тисяч військовослужбовців. База створена в жовтні 2004 на основі 201-ї Гатчинської двічі Червонопрапорної мотострілецької дивізії. Підрозділи військової бази розташовані в трьох містах: Душанбе, Куляб і Курган-Тюбе. Командиром бази був полковник Сергій Рюмшин.

### Структура
- 201-ша Гатчинська ордена Жукова двічі Червонопрапорна військова база, в/ч 01162 (Таджикистан, Душанбе, Бохтар:
  - Гарнізон міста Душанбе:
    - управління бази,
    - реактивний артилерійський дивізіон,
    - зенітний ракетний дивізіон,
    - стрілецька рота снайперів,
    - розвідувальний батальйон (у складі розвідувальної роти, 2 розвідувальних рот спеціального призначення, роти радіоелектронної розвідки),
    - ремонтно-відновлювальний батальйон (у складі 3-х рот),
    - рота БПЛА,
    - батальйон управління (зв'язку),
    - батальйон матеріального забезпечення,
    - центр радіоелектронної боротьби,
    - взвод управління начальника артилерії,
    - взвод управління начальника ППО;
    - 109-й гарнізонний суд,
    - філія 354-го окружного військового клінічного госпіталю;

  - 92-й мотострілецький полк, в/ч 31691, Душанбе;
  - 149-й гвардійський мотострілецький полк, в/ч 54306; Ляур, до 2016 року у місті Куляб;
  - 191-й окремий мотострілецький полк, в/ч 83264, Курган-Тюбе;
  - 998-й самохідний артилерійський полк;[4]
  - 1098-й зенітно-ракетний полк;[4]
  - Полігони: Момірак, Ляур, Самбулі.

## Повітряні сили
- У армійській авіагрупі 4 вертольоти Мі-24П й 4 вертольоти МІ-8 МТВ, що базується на військовому аеродромі Айні у 15 км на захід від Душанбе;
- 670-та авіаційна група з 5 штурмовиків Су-25.[4][2]

## Оптико-електронний комплекс «Окно»
Оптико-електронний комплекс «Окно» («Нурек») системи контролю космічного простору (СККП), що знаходиться поблизу міста Нурек, й підпорядковується Військам повітряно-космічної оборони.
Він вирішує завдання з виявлення і розпізнавання космічних об'єктів, веде спостереження за станом російського орбітального угруповання.

## Злочини російських військових у Таджикистані
5 листопада 2015 року російські військовослужбовці в черговий раз стали фігурантами вбивства, цього разу це була місцева дівчина. Російські військовослужбовці в Таджикистані неодноразово та не приховуючи шовіністичних настроїв вступали в конфлікти, яки мали масові наслідки. З деякого часу російським військовим дали дипломатичний статус, тому їх не мають права затримувати місцеві правоохоронці.